# Huerta
Huerta è un comune spagnolo di 292 abitanti situato nella comunità autonoma di Castiglia e León.